# カナダオオヤマネコ
カナダオオヤマネコ (Lynx canadensis) は、哺乳綱食肉目ネコ科オオヤマネコ属に分類される食肉類。オオヤマネコとは近縁で同一種とみなす専門家もいるが、本種にはオオヤマネコよりむしろボブキャットに近い特徴も存在する。ボブキャットとは生息域が一部重なるが、本種の方がより大型である。

## 分布
アメリカ合衆国北部、アラスカ州、カナダ。コロラド州に再導入。

## 形態
頭胴長（体長）67 - 110センチメートル。尾長5 - 17センチメートル。体重7 - 17キログラム。オオヤマネコと形態的によく似ているが、やや小型である。オスはメスより体が大きい。シルバーがかった茶色の毛皮に黒みがかった斑点をもつ。ひだ襟のような首毛をもち、耳の先端には黒い房毛がある。虹彩は黄土色から黄緑色で、瞳孔は円形に収縮する。4月から5月と10月から11月に換毛する。夏毛は冬毛に比べて短く、赤みがかった茶色になる。足裏は体毛で被われる。体毛で被われた足裏や短い尾は寒冷地への適応と考えられている。長い脚と深い毛におおわれた足は、深い雪の中を歩き回るのに適している。

## 分類
カナダオオヤマネコの分類については、この種をLynx canadensisとするかFelis canadensisとするか、さらに言うならオオヤマネコ属の4種（オオヤマネコ、カナダオオヤマネコ、スペインオオヤマネコ、ボブキャット）は独自の属に分類されるべきか、ネコ属の亜属に分類されるべきか、という議論がなされている。現在では独自のオオヤマネコ属に分類する方法が受け入れられている。
以下の亜種の分類は、Wozencraft (2005)・Lavoie et al. (2019) に従う。分布はIUCN SSC Cat Specialist Group (Kitchener et al., 2017) に従うが、IUCN SSC Cat Specialist Groupではこれらの亜種を認めていない。
Lynx canadensis canadensis Kerr, 1792
カナダ本土
Lynx canadensis mollipilosus Stone, 1900
アラスカ州
Lynx canadensis subsolanus Bnags, 1897
ニューファンドランド島
ニューファンドランドリンクス（Newfoundland lynx）と呼ばれている。カンジキウサギがいないとき、カリブーの子供を襲うことで知られる。

## 生態
針葉樹林や低木林に生息する。単独で生活する。夜行性で、昼間は藪の中や岩陰などで休む。広い縄張りをもつ。地表棲傾向が強いが、木登りや泳ぐこともできる。南や南西に面した斜面に巣を作ることが多い。
主にカンジキウサギLepus americanusを食べるが、齧歯類、ヘラジカ・トナカイなどの動物の死骸も食べる。ノウサギなどのげっ歯類に加え昆虫、ネズミ、リス、鳥類も捕食する。このため、約10年のスパンで個体数が減少するカンジキウサギに合わせて、本種の個体数も激減する。ハドソン湾社（Hudson's Bay Company, HBC）とカナダ政府にこれについての1730年代からの記録が残っている。グラフには特徴的で顕著な増減が繰り返し記録されており、ピーク時の生息数と最低時では10倍ほどの差がある。ピークから底までは約5年かかり、その後すぐに生息数は増加し始める。
繁殖様式は胎生。繁殖期は3 - 5月で、妊娠期間は9週間。1回に1 - 6匹（主に3 - 4匹）の幼獣を産む。野生では、最大8頭の幼獣を産んだ例がある。若い個体が生き延びられるかどうかは、縄張り中に獲物となる生物がどれだけいるかに懸かっている。幼獣は生後10日で開眼し、生後約6 - 8週間で採餌を行う。生後8 - 10か月で成獣の被毛に生え換わる。生後10 - 17か月で独立する。メスは、子どもが離乳し自力で獲物を探すようになるまで育て上げる。寿命は、野生で最長16年。

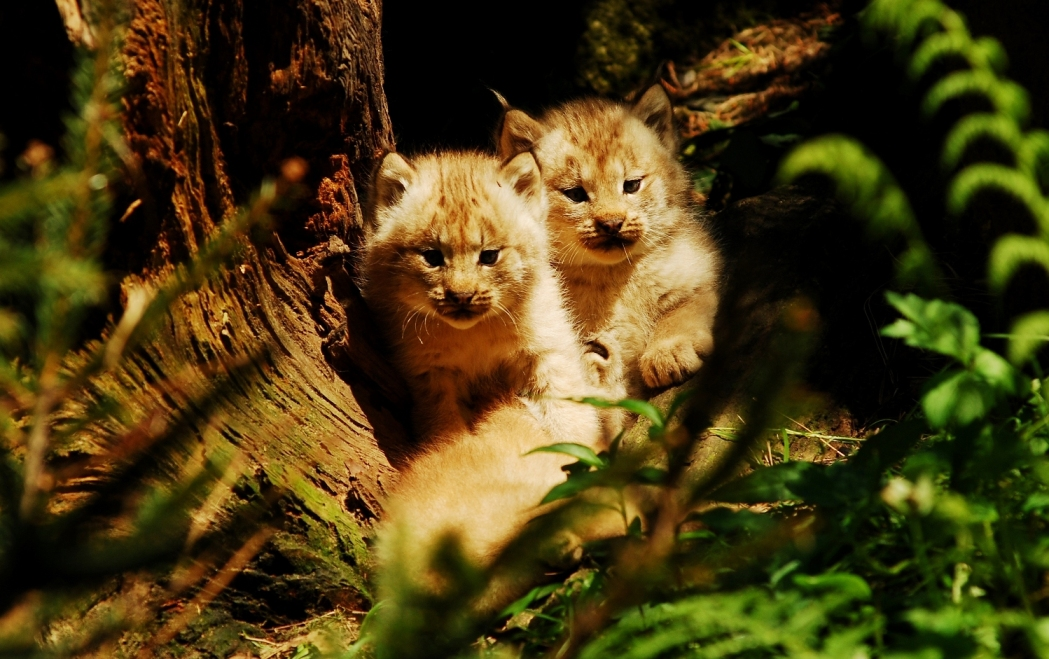
子猫
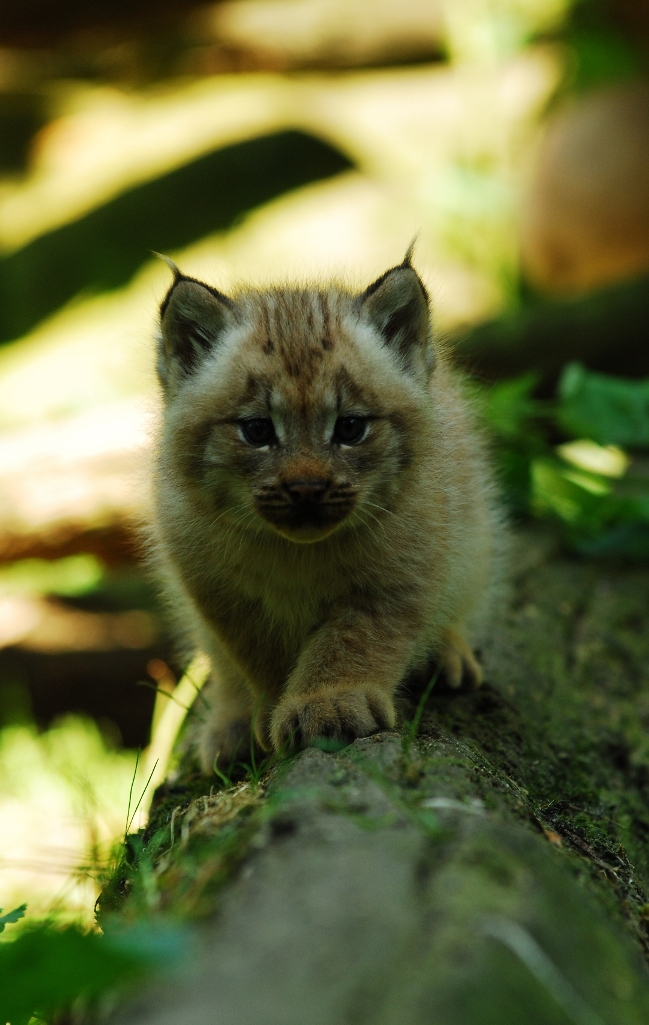
子猫
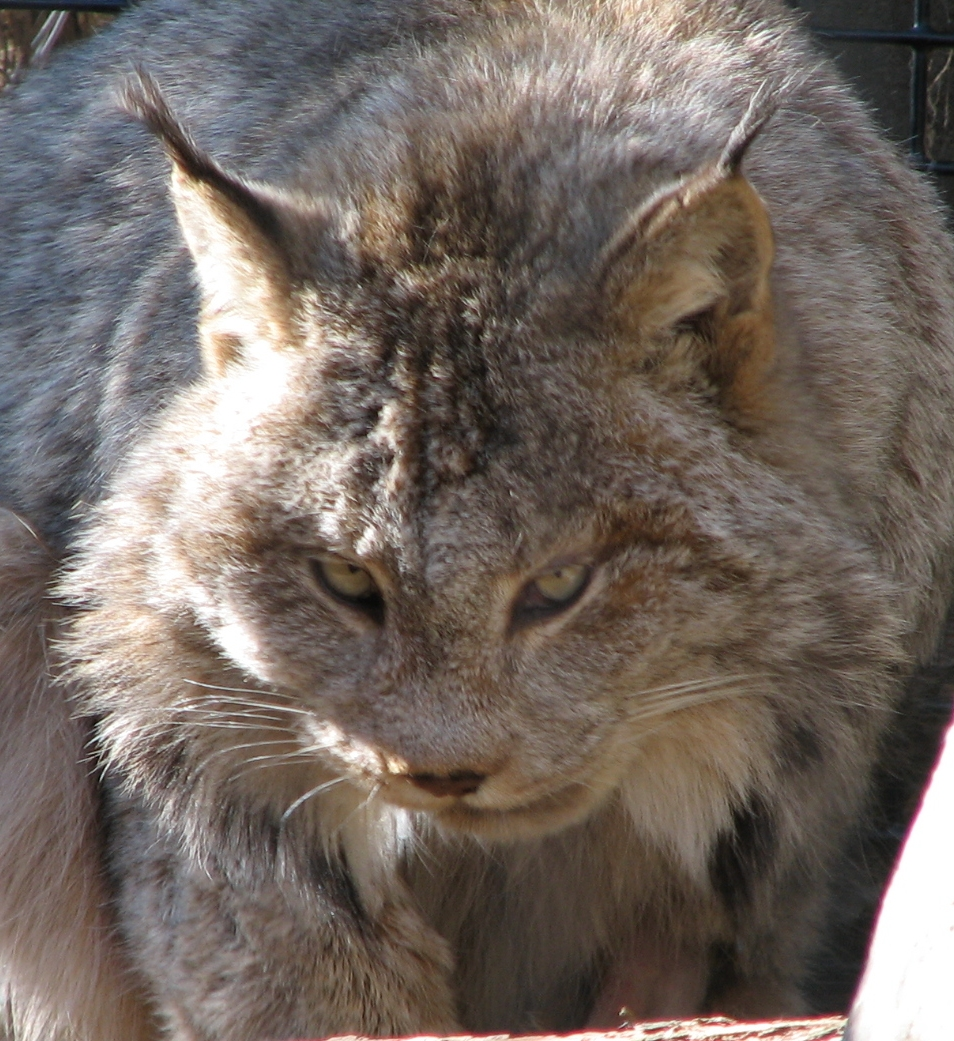
正面
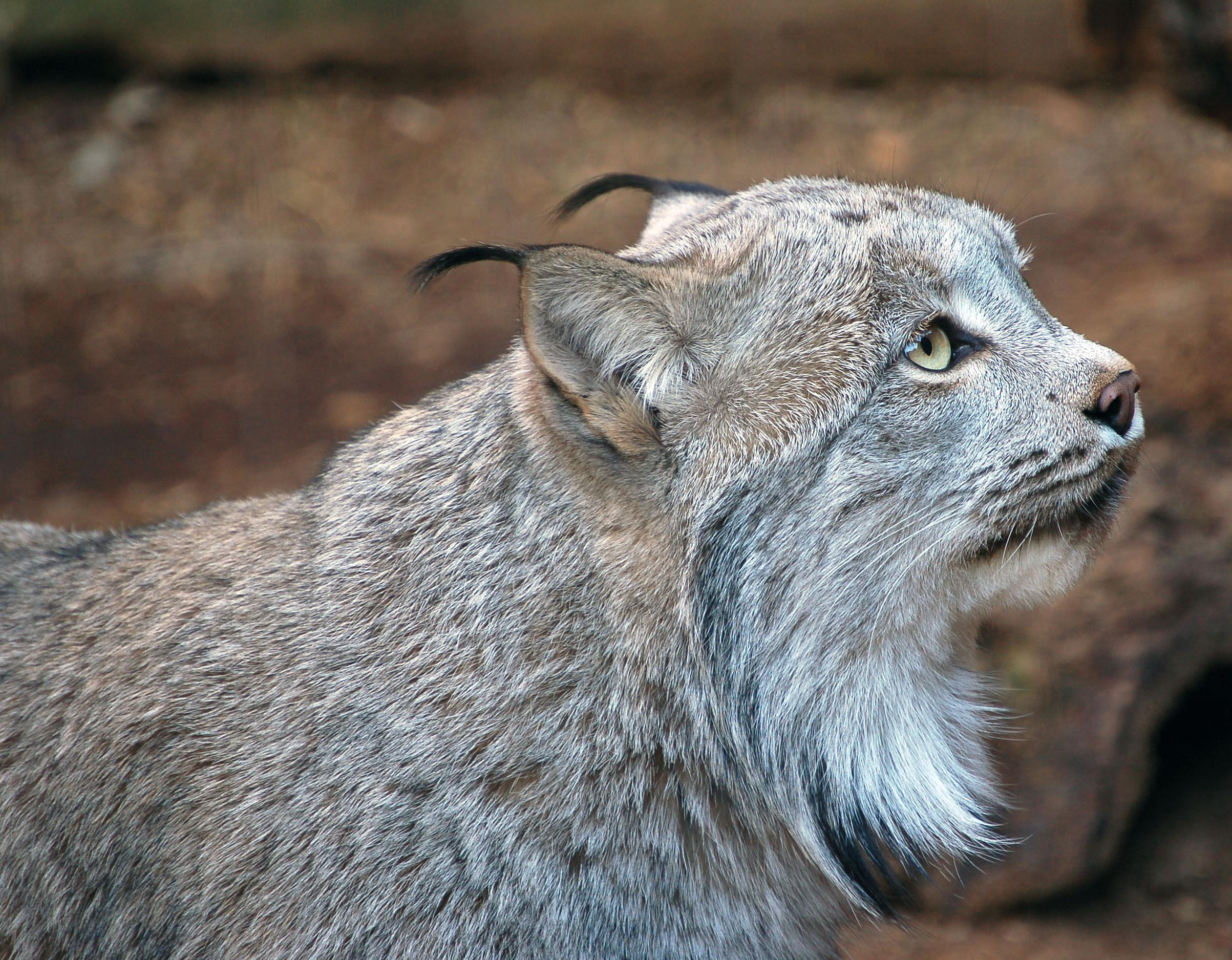
横顔
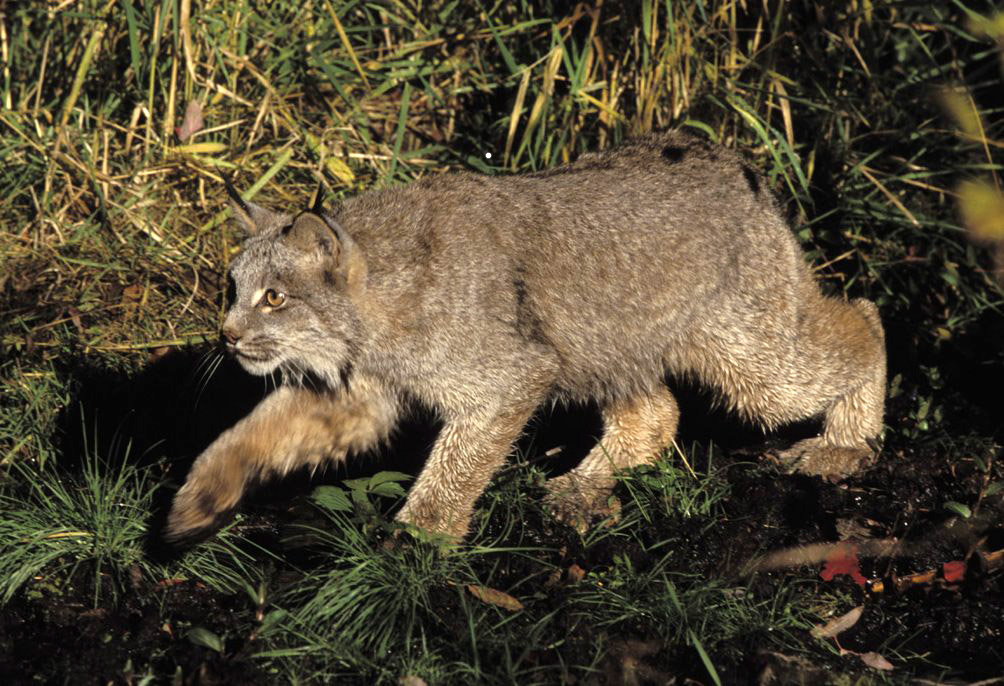
歩く様子
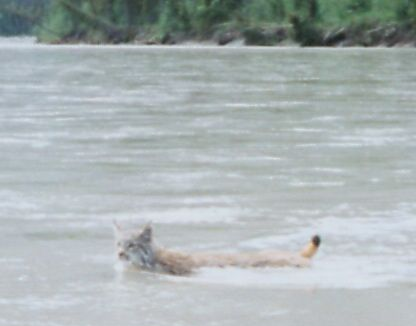
ノースウエスト準州のノース・ナハニ川（英語版）を泳ぐ

## 人間との関係
森林伐採による生息地の破壊、交通事故、罠による混獲、コヨーテとの競合などによる影響が懸念されている。1977年にネコ科単位でワシントン条約附属書IIに掲載されている。
日本では、リュンクス属（オオヤマネコ属）単位で特定動物に指定されている。
カナダ、アラスカの森林に生息する。またアメリカ合衆国モンタナ州、アイダホ州、ワシントン州にも数多く生息し、イエローストーン圏生態系の中心であるイエローストーン国立公園の中にもその姿を見ることができる。ユタ州、ミネソタ州、ニューイングランドでは稀にしか見ることができない。
アメリカ合衆国の大陸中部の48州（contiguous United States）では、米国魚類野生生物局(U.S. Fish and Wildlife Service)によって絶滅危惧種に指定されており、コロラド州では1999年から本種の再導入が取り組まれていた。そして2003年には野生で生まれた最初の子供が確認され、再導入は成功を収めつつある。